# Crassula vaillantii
Crassula vaillantii é uma espécie de planta com flor pertencente à família Crassulaceae. 
A autoridade científica da espécie é (Willd.) Roth, tendo sido publicada em Enumeratio Plantarum Phaenogamarum in Germania 1(1): 992. 1827.

## Portugal
Trata-se de uma espécie presente no território português, nomeadamente em Portugal Continental e no Arquipélago dos Açores.
Em termos de naturalidade é nativa de Portugal Continental e introduzida no Arquipélago dos Açores.

## Protecção
Não se encontra protegida por legislação portuguesa ou da Comunidade Europeia.